# Plage de Mont-Roig
La Plage de Mont-Roig est une peinture à l'huile de Joan Miró achevée en 1916. Elle représente une plage à proximité de Mont-roig del Camp, près de Tarragone en Espagne.

## Contexte
Mont-roig del Camp a toujours eu une place particulière pour l'artiste car ses parents y possédaient une ferme. 